# 인천광역시남부교육지원청
인천광역시남부교육지원청(仁川廣域市南部敎育支援廳, Incheon Nambu Office of Education)은 인천광역시 중구, 미추홀구, 동구, 옹진군을관할하는 인천광역시교육청 산하의 교육지원청이다.
교육장은 장학관으로 보한다.

## 산하기관

### 중구(육지)
초등학교
| - 인성초등학교 - 인천송월초등학교 | - 인천신광초등학교 - 인천신선초등학교 - 인천신흥초등학교 - 인천연안초등학교 |

중학교
| - 광성중학교 - 송도중학교 | - 신흥여자중학교 - 신흥중학교 | - 인성여자중학교 |

### 중구(영종)
초등학교
| - 인천공항초등학교 - 인천삼목초등학교 | - 인천영종초등학교 - 금산분교 - 인천용유초등학교 - 무의분교 | - 인천운남초등학교 - 인천운서초등학교 - 인천하늘초등학교 |

중학교
| - 영종중학교 - 용유중학교 | - 인천공항중학교 |

### 미추홀구
초등학교
| - 인천관교초등학교 - 인천남부초등학교 - 인천대화초등학교 - 인천도화초등학교 - 인천문학초등학교 - 인천백학초등학교 | - 인천서화초등학교 - 인천석암초등학교 - 인천숭의초등학교 - 인천승학초등학교 - 인천연학초등학교 | - 인천용일초등학교 - 인천용정초등학교 - 인천용현남초등학교 - 인천용현초등학교 - 인천인주초등학교 | - 인천주안남초등학교 - 인천주안북초등학교 - 인천주안초등학교 - 인천학산초등학교 - 인천학익초등학교 |

중학교
| - 관교여자중학교 - 관교중학교 - 남인천여자중학교 | - 선인중학교 - 선화여자중학교 - 용현여자중학교 | - 용현중학교 - 인주중학교 - 인천남중학교 | - 인하대학교 사범대학 부속중학교 - 인화여자중학교 - 제물포여자중학교 |

### 동구
초등학교
| - 영화초등학교 - 인천동명초등학교 | - 인천만석초등학교 - 인천서림초등학교 | - 인천서흥초등학교 - 인천송림초등학교 | - 인천송현초등학교 - 인천창영초등학교 |

중학교
| - 동산중학교 - 재능중학교 - 화도진중학교 |

### 옹진군
초등학교
| - 대청초등학교 - 소청분교 - 덕적초등학교 - 백령초등학교 | - 북포초등학교 - 연평초등학교 - 영흥초등학교 - 선재분교 | - 인천공항초등학교 신도분교 - 인천남부초등학교 이작분교 - 인천삼목초등학교 장봉분교 | - 인천용현남초등학교 자월분교 - 인천주안남초등학교 승봉분교 |

중학교
| - 대청중학교 - 덕적중학교 - 백령중학교 | - 연평중학교 - 영흥중학교 |

고등학교
| - 대청고등학교 - 덕적고등학교 | - 연평고등학교 - 백령고등학교 - 영흥고등학교 |

## 같이 보기
- 대한민국 교육부